# Хребтовичі
Хребтовичі (Хрептовичі, Храптовичі) — магнатський, згодом — графський рід, який, за родовою легендою, бере початок в 11—12 ст. Однак першою документально засвідченою особою з цього роду є литовський боярин Вишгерд (Вишигерд, Візігерд) Хребтович, котрий згадується 1413 в акті Городельської унії та отримав герб «Одровонж». Хребтовичі були пов'язані родинними стосунками з відомими аристократичними родами — князями Глинськими, Гольшанськими, Сангушками, Четвертинськими, Чорторийськими, магнатами Горностаями тощо.
Представники роду обіймали державні посади у Великому князівстві Литовському та мали маєтності на Волині та в Білорусі. Їм належали маєтки Мокободи (нині село Мазовецького воєводства) та Вишков (нині м. Вишкув Мазовецького воєводства; обидва в Польщі), Богурин (згодом Бугрин; нині с. Бугрин Гощанського району Рівненської обл.), Щорси (нині село Гродненської області, Білорусь) та ін., а з 18 ст. — м. Бешковичі (нині міське селище Бешенковичі Вітебської обл.), Ковалевичі (нині село Мінської обл.) та Вишневе (маєток «Одровонж»; нині с. Вішнев Мінської обл.; усі в Білорусі).
Піднесення роду пов'язане з діяльністю братів Яна, Мартина, Василя та Федора Богдановичів Хребтовичів, нащадки яких називалися ще Литовор-Хребтовичами.
Ян (Івашка) Богданович (р. н. невід. — п. 1513) — підскарбій надвірний литовський (1482—1493), слонімський намісник (із 1492), маршалок дворний (1494), намісник новогрудський (із 1499), дрогичинський (із 1509), кобринський (1513), маршалок королівський (1509), посол до Королівства Польського та Великого князівства Московського.
Василь Богданович (р. н. невід. — п. 1513) — володимирський намісник (1495—1513). Від нього походить волинська гілка роду, яка називалася Хрептовичи-Богуринські (див. Хребтовичі-Богуринські).
Мартин Богданович (р. н. невід. — п. 1526) — підскарбій надвірний литовський (1502—1504), конюший дворний та ловчий литовський (1505—1509), маршалок королівський (із 1524); за участь у заколоті 1508 князів Глинських ув'язнений (1509—1511).
Федір (Федько) Богданович (р. н. невід. — п. 1528) — підскарбій надвірний литовський (1493) та земський (1501—1508), посол до Тевтонського ордену; король польський і великий князь литовський Сигізмунд I 1522 віддав йому в опіку Богородицький монастир у Лаврашеві (місцевість на правому березі р. Німан) і 1526 — Пересопницький монастир на Волині; за участь у заколоті 1508 князів Глинських ув'язнений (1509—1511).
До волинської гілки належав Мелентій (Мелетій) Іванович (р. н. невід. — п. 1593), правнук Василя Богдановича, архімандрит Києво-Печерської лаври (1574—1593) і єпископ Володимирський та Берестейський (1588—1593), відомий церковний діяч, полеміст і просвітник.
Найпотужнішою була молодша гілка, що походила від Федора Богдановича. Син Федора — Юрій (у чернецтві — Герман; р. н. невід. — п. 1558), архієпископ Полоцький, Вітебський і Мстиславський (1551—1558).
Правнуком архієпископа був Юрій Адамович (1586—1650), сенатор Речі Посполитої, каштелян смоленський (з 1632) і жмудський (з 1943), воєвода парнавський (1645) і новогрудський (1646—1650), який уславився будівництвом католицького костьолу Святих Якова та Філіппа у Вільні (нині м. Вільнюс; 1624). У 17 ст. рід окатоличився, що відзначив М.Смотрицький у своєму «Треносі».
До цієї ж гілки належав Йоахим-Ігнаци-Юзеф (1729—1812), перший граф Литовор-Хребтович, громадський, політичний і державний діяч Речі Посполитої, поет, публіцист і перекладач, гуманіст, економіст, один із творців та багаторічний член Едукаційної комісії в Речі Посполитій (1773), міністр закордонних справ ВКЛ (1791), останній литовський канцлер (1793), засновник «Товариства друзів науки» у Варшаві. Він планував провести аграрну реформу, яка б супроводжувалася ліквідацією кріпацтва. У с. Щорси побудував розкішний палац, унійну церкву, школу, зібрав величезну бібліотеку (понад 10 тис. томів), куди ввійшла частина зібрання Ю.Залуського, та архів (понад 150 сеймових і сеймикових актів, королівських листів та ін.), перетворивши маєток на центр культурного й наукового життя.
У щорській бібліотеці працювали А.Міцкевич, Й.Лелевель та ін. видатні діячі культури, активно користувалися нею члени Київської археографічної комісії. 1914 внаслідок воєнних дій бібліотека була вивезена до Вільно, Варшави та Києва. Найбільша її частина зберігається нині в Бібліотеці національній України імені В.Вернадського в Києві.
Старший син Йоахима — граф Адам (1768—1844), візитатор шкіл Віленського навч. округу, меценат, бібліофіл і просвітник, учасник повстання Т.Косцюшка, а молодший — граф Іринеюш-Міхал (Іриній Юхимович; 1775—1850), дійсний таємний радник (1835), гофмаршал російського імператорського двору (1809—1835). Графський титул «Священної Римської імперії германської нації», наданий 1752 їхньому батькові, був 1843 визнаний у Російській імперії. Єдиний син Іринія Юхимовича — граф Міхал-Йоахим (Михайло Іринійович; 1809—1892), рос. дипломат і державний діяч, таємний радник (1854), надзвичайний посланник і повноважний міністр у Королівстві обох Сицилій (1847—1853), Бельгії (1853—1856), Великій Британії (1856—1858), обер-гофмейстер (1862) та обер-камергер (1873) рос. імператорського двору, член Державної ради Російської імперії (1877), зять канцлера графа К.Нессельроде.
Михайло Іринійович нащадків не залишив. А тому імператорським указом від 9 червня 1893 Михайлу Аполлінарійовичу Бутеньову (1844—1897), надзвичайному посланнику та повноважному міністру в Баварії та Саксен-Кобурзі (1895—1897), камергеру імператорського двору (1883), сину графині Марії Іриніївни з Хрептовичів (1811—1890) та дійсного таємного радника і члена Держ. ради Аполлінарія Петровича Бутеньова (1787—1866), було дозволено приєднати прізвище і титул свого дядька Михайла Іринійовича з правом успадкування лише старшим у роді. 1899, після смерті графа Михайла Аполлінарійовича Хрептовича-Бутеньова, титул та прізвище успадкував його рідний брат, колезький асесор Костянтин Аполлінарійович Бутеньов (1848—1933). Ця гілка роду існує й сьогодні.